# Mickey Levy

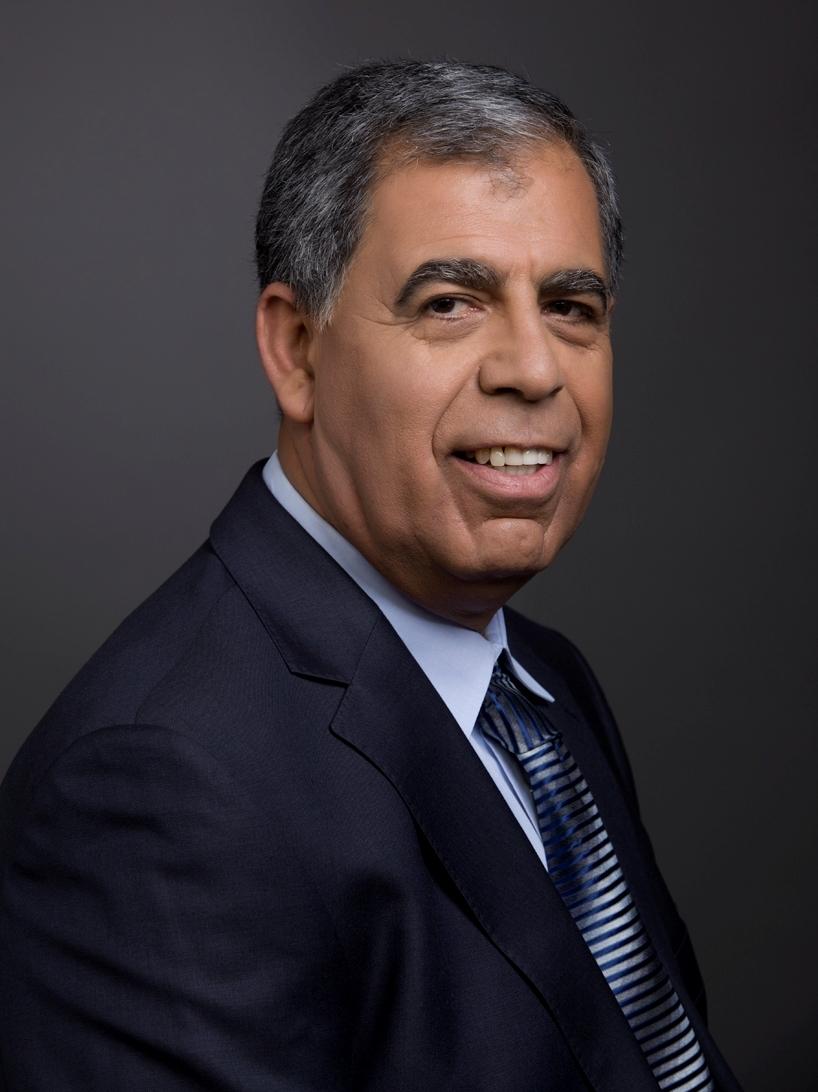
Mickey Levy, 2012

Mickey Levy  (hebräisch מיקי לוי, * 21. Mai 1951 in Jerusalem, Israel) ist ein israelischer Politiker. Er war von Juni 2021 bis Dezember 2022 Präsident der Knesset und war von März 2013 bis 2014 stellvertretender Finanzminister.

## Leben
Levy hat kurdische Wurzeln. Seine Eltern sind sephardische und kurdische Juden aus Cizre in der Türkei. Nach dem Wehrdienst trat er in den Polizeidienst ein. Von 2000 bis 2003 stand er der  Jerusalemer Abteilung der israelischen Polizei vor. Nach seiner Pensionierung arbeitete er als israelischer Polizei-Attaché in Washington, D.C.
Als Parteimitglied von Jesch Atid stand er bei den Wahlen 2013 auf Platz 11 der Wahlliste. Nachdem die Partei 19 Sitze errang, kam er in die Knesset und wurde daraufhin zum Vize-Finanzminister Israels ernannt.
Am 13. Juni 2021 wurde er zum Präsidenten der Knesset gewählt.
Zum 77. Jahrestag der Befreiung von Auschwitz sprach Levy im Deutschen Bundestag auf Ivrit von den Wunden der Vergangenheit und schloss seine Ansprache mit dem Kaddisch. Einen Tag zuvor trug er sich in das Goldene Buch der Stadt Berlin ein.